# Mirandornithes
Mirandornithes, hay Phoenicopterimorphae là một nhánh chim chứa các loài chim hồng hạc (bộ Phoenicopteriformes) và chim lặn (bộ Podicipediformes). Các loài trong cả hai họ đều sống dưới nước, cho thấy rằng chúng có chung tổ tiên, có thể là chim nước.